# Předávající strana
Předávající strana (někdy se používá zkratka RP, z anglického Relying party) je počítačový termín používaný k označení serveru poskytujícího přístup k zabezpečené softwarové aplikaci. Jde o aplikace založené na deklaracích (nárocích), které jsou pak nazývány aplikacemi předávající strany. Deklarací zde rozumíme prohlášení, které entita (žadatel) o sobě udělá za účelem vytvoření přístupu. RP lze také nazvat „nárokově citlivá aplikace“ nebo „aplikace založená na deklaracích“ a RP-typu mohou být také webové aplikace a služby.
Předávající strana za pomoci služby zabezpečení tokenů přesměruje klienty na server STS, který klienta autentizuje a vydá mu bezpečnostní token obsahující sadu deklarací o identitě klienta, které lze předložit RP. Místo toho, aby aplikace ověřovala uživatele přímo, může tyto deklarace z tokenu extrahovat a použít je pro úkoly související s identitou.
Standard OpenID definuje situaci, kdy spolupracující web může fungovat jako RP, což uživateli umožňuje přihlásit se na více webů pomocí jedné sady pověření. Uživatel tak  nemusí sdílet svá přihlašovací pověření s více weby, a provozovatelé spolupracujícího webu nemusejí vyvíjet vlastní přihlašovací mechanismus.
Aplikací demonstrující koncept předávající strany je software běžící na mobilních zařízeních, který lze použít nejen pro udělení přístupu uživatele k softwarovým aplikacím, ale také pro zabezpečený přístup do budovy, aniž by uživatel musel pokaždé zadávat své přihlašovací údaje.